# Higuillar
Higuillar es un barrio ubicado en el municipio de Dorado en el estado libre asociado de Puerto Rico. En el Censo de 2010 tenía una población de 25785 habitantes y una densidad poblacional de 766,82 personas por km².

## Geografía
Higuillar se encuentra ubicado en las coordenadas 18°27′15″N 66°17′12″O / 18.45417, -66.28667. Según la Oficina del Censo de los Estados Unidos, Higuillar tiene una superficie total de 33.63 km², de la cual 30.5 km² corresponden a tierra firme y (9.28%) 3.12 km² es agua.

## Demografía
Según el censo de 2010, había 25785 personas residiendo en Higuillar. La densidad de población era de 766,82 hab./km². De los 25785 habitantes, Higuillar estaba compuesto por el 71.58% blancos, el 14.97% eran afroamericanos, el 0.64% eran amerindios, el 0.28% eran asiáticos, el 8.7% eran de otras razas y el 3.84% pertenecían a dos o más razas. Del total de la población el 97.56% eran hispanos o latinos de cualquier raza.